# Kroiszosz
Kroiszosz (ógörögül: Κροῖσος, latinul: Croesus, elterjedt magyaros alakban Krőzus), (Kr. e. 596 – Kr. e. 546) ókori lüd király, akinek gazdagsága legendás volt. A kis-ázsiai Lüdia utolsó uralkodójaként Kr. e. 560–547 között ült birodalma trónján, amire apja, II. Alüattész után 35 éves korában került. Különböző ürügyeket keresve sorban háborúkat indított az ión és aiol poliszok ellen Kis-Ázsiában, melyeket hatalma alá hajtott. Uralma Kilikia és Lükia kivételével kiterjedt Kis-Ázsia nyugati részére, országát keleten a Halüsz folyó választotta el Perzsiától. Személyéről Hérodotosz írásaiból szerezte az utókor a legtöbb információt. Ezek szerint találkozott Szolónnal is Lüdia fővárosában Szardeiszben, akivel nevezetes párbeszédet folytatott. Ő volt az első uralkodó, aki arany és ezüst pénzérméket veretett és ezzel megteremtette a valódi pénzt, melynek súlyát és fémtartalmát pecsétjével garantálta. Jelentős összeggel támogatta az ókor hét csodája egyikének[forrás?], a szardeiszi Artemisz-templomnak az építését. A perzsák elleni hadjárat megkezdése előtt jóslatot kért a delphoi jósdától, s a jóslatot félreértelmezve támadta meg II. Kurus perzsa király birodalmát és az elvesztett háború következtében a saját hatalmát vesztette el. Haláláról többféle legenda szól, melyek közül a legismertebb Hérodotosz híradásának máglya-motívuma.

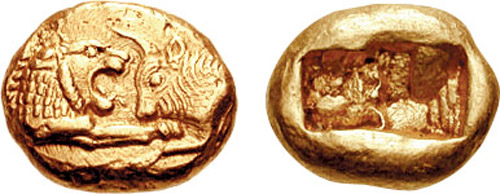
Kroiszosz aranypénze

## Az athéni Szolón Szardeiszban

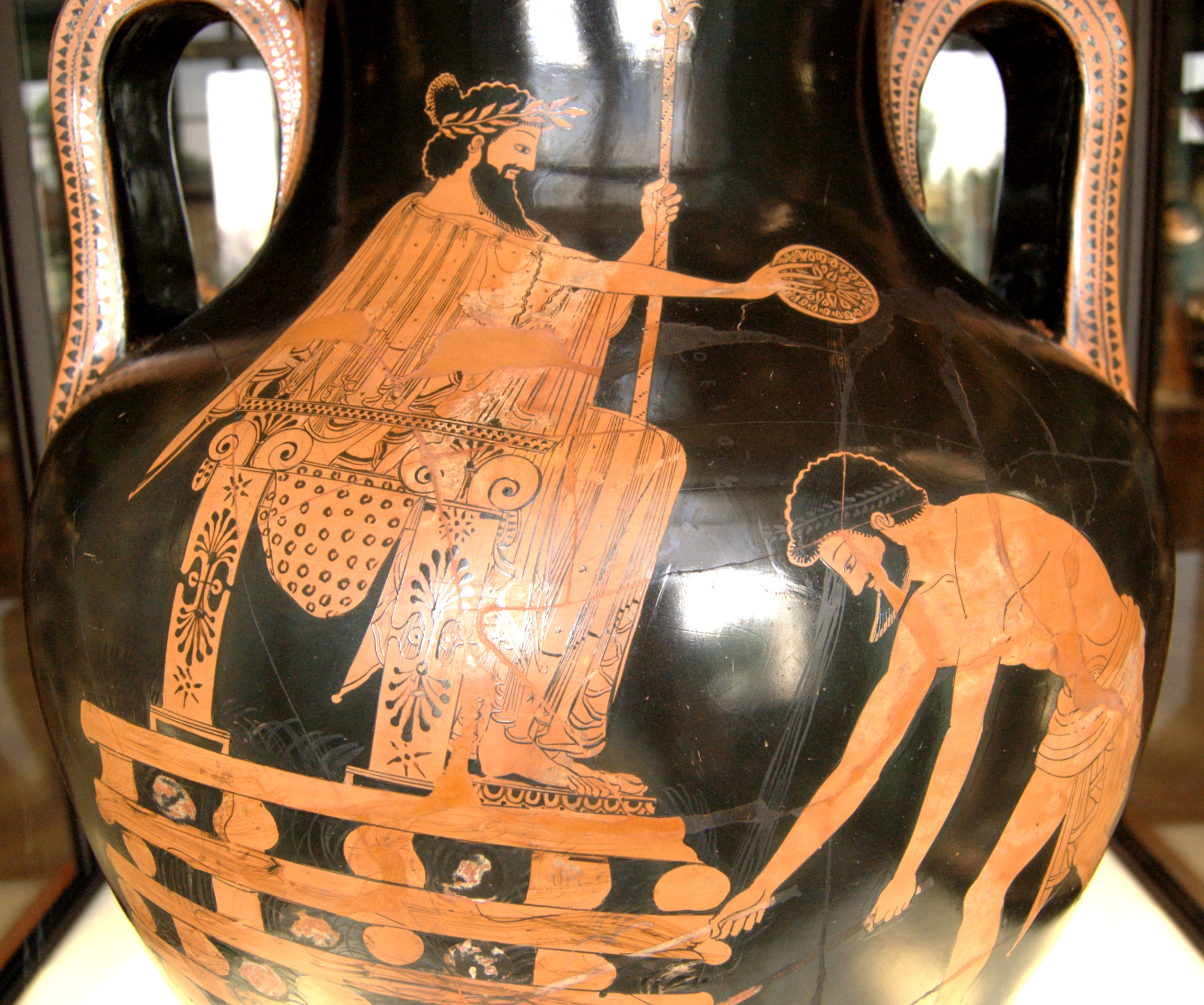
váza Kroiszosz palotájából (Athén Nemzeti Archeológia Múzeum)

Szolón, aki törvényeinek megalkotása után Kis-Ázsiában utazgatott, eljutott Szardeiszba is. Kroiszosz ekkor meghívta az athénit a palotájába és miután fényesen megvendégelte és végigvezettette kincses termein, azt kérdezte tőle, hogy ki a legboldogabb ember a világon. S válaszként a saját nevét szerette volna hallani. Szolón azonban nem tett egyenlőséget a gazdaság, a hatalom és a boldogság között, sőt a szerencse forgandóságára figyelmeztette az uralkodót. Szolón távozása után a sors nagy csapással sújtotta Kroiszoszt; talán azért, amiért önmagát tartotta minden ember között a legboldogabbnak. Egy vadászaton tévedésből a király vendége dárdával a vadkan helyett Kroiszosz egyik fiát találta el, s a fiú belehalt a sebesülésbe.

## Uralkodása
II. Alüattész halála után Lüdiában polgárháború tört ki két fia, Kroiszosz és Adramütosz között. Az örökösödési háború lehetetlenné tette Kroiszosz számára, hogy azonnal az ióniai görög városok ellen vonuljon. Hadsereg helyett tehát békés városépítésbe kezdett. A görög szent helyeknek és a papságnak tett felajánlások révén több városban görög polgárjogot is szerzett. A görög városok ennek ellenére erősen ellenálltak az annektálási kísérleteknek. Ezután törtek ki a fegyveres konfliktusok, melyek során Kroiszosz Epheszoszt, Szmürnát és még több más ión várost elfoglalt.
I. e. 550-re Kroiszosz Nyugat-Anatólia vitathatatlan ura lett. Lükia, Kilikia és Kappadókia kivételével minden állam a fennhatósága alá került, de még ezek is csak névleges függetlenséggel rendelkeztek, leginkább Kappadókia, amely beszorult Lüdia és Babilon közé.

## A jóslat
Kroiszosz kor szokásainak megfelelően a vállalkozás előtt jóslatot kért a delphoi Apollón templomtól. A kedvező eredmény elérése érdekében rengeteg ajándékot is küldött a jóshelynek. Hérodotosz erről a következő legendát meséli el: „A lüd király a hadjárat kimenetelét illetően jóslatot kért a delphoi görög jósdától. Ajándékokkal érkező követei a kérdésükre a következő választ kapták: „Ha megtámadod Perzsiát, egy nagy birodalom fog megdőlni.” A király örült a jóslatnak, s megindította hadait.

## A perzsák elleni háború
Kroiszosz hosszú ideig állt szövetségben Médiával, ezért a perzsa hatalomátvétel után a retorzió fő szorgalmazójává vált. Az események menetébe azonban már nem szövetségesi minőségben avatkozott be, hanem az Óperzsa Birodalom anatóliai területeit akarta megszerezni, amely bázisul szolgálhatott volna Kilikia, majd Babilon meghódításához.
II. Kurus perzsa király i. e. 550-re fejezte be győzedelmes felkelését, de Kroiszosz addigra már össze is kovácsolta a perzsaellenes koalíciót, amelynek többi tagja Káldea, Spárta és Egyiptom volt. E szövetség Spárta messzesége és Káldea átmeneti gyengesége ellenére is sikeres lehetett volna, mert Egyiptom II. Jahmesz alatt hosszú ideje példátlan fellendülést ért meg. Egyiptom kiterjedt szövetségi rendszere bevonhatta volna a koalícióba Számoszt és Kürénét is, sőt a palesztinai és szíriai hűbéres fejedelmeket, akik ez időben egyébként is csak névleg voltak Babilon vazallusai, annak bukásával Egyiptom kiterjesztette rájuk a befolyási övezetét.
Kroiszosz türelmetlensége miatt azonban a szervezkedés sikertelennek bizonyult. I. e. 550-ben nem várt tovább arra, hogy a szövetségesek expedíciós hadseregei összegyűljenek Szardeisz körül, hanem egymaga indult Perzsia ellen. E hadjáratában a médek összes Halüszon túli területeit bekebelezte.
A szövetség a következő négy évben sem jutott túl a tárgyalási szakaszon, ezért i. e. 546-ban ostrommal bevette Pteriát, Kappadókia fontos erődjét, majd téli szállásra vonult, hogy a következő hadászati évadban újra perzsa földre vonuljon. A sikerek hatására a már összegyűlt szövetséges seregek is hazatértek. A görögök közt tartja magát az a monda, hogy a sereget a túlsó partra a milétoszi Thalész vitte át. Minthogy Kroiszosz nem tudta, hogyan vezesse át seregét a folyón - mert hidak nem voltak - azt mondják, a táborban tartózkodó Thalész – a híres matematikus - a tábor felső részétől kezdve félhold alakú mély csatornát ásatott, oly módon, hogy ez a táborozó sereget hátulról megkerülje. Így a csatorna segítségével eltérítette régi medréből a folyót, majd, miután az elhaladt a tábor mellett, újra visszavezette medrébe. Minthogy a folyó kettészakadt, mindkét ágán könnyen át lehetett kelni. A győzelmes hadjárat után Kroiszosz hazatért fővárosába azzal az elképzeléssel, hogy a következő hadászati szezonban folytatja a perzsa területek meghódítását.
Kürosz azonban teljesen váratlan módon télvíz idején kelt át a Halüszon, végigvonult egész Lüdián, és a meglepett Kroiszosz csak közvetlenül Szárdeisz mellett tudott felállni seregeivel. Kroiszosz kitűnő lovassága – szintén váratlan módon – vereséget szenvedett a perzsa gyalogságtól és két hét alatt Szárdeisz is elesett.
A csata Hérodotosz leírása szerint a következőképpen zajlott le: Mikor itt Kürosz meglátta a harcba rendezkedő lüdöket, megijedt a lovasságtól, s a méd Harpagosz tanácsára a következőket tette: egybegyűjtötte mind az élelem- és málhahordó tevéket, melyek a sereget követték, terhüket leszedette, és lovas fegyverzetű embereket ültetett rájuk, hogy ezek a sereg többi része előtt tartsanak Kroiszosz lovassága felé. A gyalogosokat a tevék után küldte, s egész lovasságát a gyalogság mögött rendezte el. Miután pedig mindent előkészített, kiadta a rendeletet katonáinak, hogy a szembekerülő lüdöket mind mészárolják le, de magát Kroiszoszt ne öljék meg, még akkor se, ha elfogatása közben védekeznék. A tevéket pedig azért vezette a lovasság ellen, mert a ló fél a tevétől, sem látását, sem szagát nem tudja elviselni. Éppen ezért eszelte ezt ki, hogy Kroiszosz számára használhatatlanná váljék a lovasság. Mikor aztán összecsapásra került a sor, amint a lovak megérezték a tevék szagát és meglátták őket, visszafordultak, s Kroiszosz reménye elveszett. De a lüdök bizony ezután sem voltak gyávák, hanem mikor látták, mi történik, leugráltak lovaikról, és gyalogosan szálltak szembe a perzsákkal. Végül is azonban, miután már mindkét részről sokan elestek, a lüdök megfutottak. Falaik közé szorultak, és a perzsák ostrom alá vették őket.
Szardeisz a következőképpen esett el. Mikor Kroiszosz már tizennégy napja ostrom alatt állott, Kürosz lovasokat küldött szét táborába, s kihirdettette, hogy annak, aki először hág fel a falra, ajándékot ad. A sereg neki is veselkedett, de siker nélkül. Mikor már felhagytak az erőlködéssel, egy Hüroiadész nevű mardusz ember megpróbált ott felmászni, ahol a fellegvárat egy őr sem őrizte, mert attól nem féltek, hogy erről az oldalról elfoglalhatják. A fellegvárnak ez a része ugyanis meredek és bevehetetlen. Még Mélész, Szardeisz előbbi királya sem vitette erre körül az oroszlánt, melyet neki ágyasa szült, mikor a telmésszosziak azt jósolták, hogyha az oroszlánt a falnál körülhordozzák, Szardeisz bevehetetlen lesz. Mélész a fal többi részénél, ahol a fellegvár ostromolható volt, körül is hordozta az oroszlánt, de erről a részről úgy vélekedett, hogy ez amúgy is bevehetetlen és meredek. Ez a városnak a Tmólosz felé néző része. Az a bizonyos mardusz, Hüroiadész tehát az előző napon látta, amint egy lüd katona a fellegvárnak ezen a részén leereszkedett és a föntről legurult sisakját fölemelte; ezt megjegyezte, és gondolkozni kezdett rajta. Azután maga is fölhágott, és utána más perzsák is fölkapaszkodtak. Mikor pedig már sokan voltak fönn, elfoglalták Szardeiszt, és az egész várost feldúlták.

## A máglya-motívum[forrás?]
Tovább idézve Hérodotoszt:
Magával Kroiszosszal a következő történt. Volt egy gyermeke, akiről már előbb említést tettem, minden másban derék, viszont néma. A fal elfoglalása után egy perzsa Kroiszoszhoz sietett, és nem ismerve föl őt, meg akarta ölni. Kroiszosz látta, hogy közeleg, de akkori nagy balsorsában nem törődött vele, nem is bánta volna, ha lesújtják, és meghal. De ez a néma fiú, mikor észrevette az apjára törő perzsát, a félelem és veszedelem hatása alatt szóra fakadt, és ezt mondta: „Ember, ne öld meg Kroiszoszt.” Ekkor szólalt meg először, s ezután egész életén át megtartotta a beszélőképességét.
A perzsák tehát elfoglalták Szardeiszt, és foglyul ejtették Kroiszoszt is, aki tizennégy évig uralkodott és tizennégy napig állt ostrom alatt. Így töltötte be ő a jóslat szavát, hogy a saját nagy birodalmát döntötte meg. A perzsák megragadták és Kürosz elé vitték. Ez nagy máglyát hordatott egybe, s a bilincsbe vert Kroiszoszt tizennégy lüd gyermekkel együtt fölléptette rá; vagy azért, mert valamely istennek kívánta zsenge áldozatul fölajánlani, vagy hogy fogadalmat váltson be, vagy pedig, mivel megtudta, hogy Kroiszosz istenfélő, azért léptette a máglyára, kíváncsiságból: vajon megmenti-e őt egy isten az elevenen való elégetéstől? Ő tehát így intézkedett. Kroiszosznak pedig, mikor már a máglyán állt, még akkora bajban is eszébe jutott, hogy isteni ihlet volt Szolón szavában, mikor azt mondta neki: egyetlen élő ember sem boldog. S amint ez a gondolata támadt, felsóhajtott, s a nagy csendben háromszor kiáltotta Szolón nevét. Kürosz hallotta ezt, és megparancsolta tolmácsainak, kérdezzék meg Kroiszoszt, kit emleget; azok oda is mentek hozzá, és megkérdezték. Kroiszosz a kérdés elhangzása után egy ideig hallgatott, de azután, mikor unszolták, így szólt: „Sok kincsért nem adnám, ha ő minden uralkodóval beszélgetne.” Minthogy nem értették, amit mondott, újra megkérdezték, hogy mit jelentenek szavai. Sürgetésükre és terhes faggatásukra végül is elmondta, hogy meglátogatta őt egyszer az athéni Szolón, aki az ő minden kincsét megnézte és lekicsinyelte, s hogy Szolón szava be is teljesedett rajta, bár - mondta - ez nemcsak őrá magára vonatkozott, hanem csöppet sem kevésbé az egész emberi nemre, de leginkább azokra, akik magukat boldognak hiszik. Mikor ezt Kroiszosz elbeszélte, a meggyújtott máglya szélei már égni kezdtek. És Kürosz, mikor meghallotta a tolmácsoktól Kroiszosz szavát, mást gondolt, belátta, hogy ő maga is ember, és ugyanakkor egy másik embert, aki nála nem kevésbé szerencsés volt, élve ad a tűznek, ezenkívül a megtorlástól is félt, és átlátva, hogy az emberi életben semmi sem állandó, megparancsolta, hogy amilyen hamar csak tudják, oltsák el a tüzet, és eresszék le a máglyáról Kroiszoszt és társait. De, bár megkísérelték, már nem tudták a tüzet elfojtani.
Ekkor Kroiszosz, mondják a lüdök, észrevette Kürosz szándékának megváltozását, s látva, hogy mindenki igyekszik oltani a tüzet, de egyiknek sem sikerül, felkiáltott, s Apollónt hívta segítségül: ha valaha kedvére való ajándékot kapott tőle, álljon melléje és ragadja ki ebből a veszedelemből. Kroiszosz sírva hívta az istent, a derült időben és szélcsendben pedig hirtelen felhők futottak össze, vihar zúdult le, és hatalmas zápor oltotta el a máglya lángjait. Így Kürosz belátta, hogy Kroiszoszt az istenek szeretik, és derék férfiú; leléptette őt a máglyáról, és ezt kérdezte: „Kroiszosz, ki vett rá téged, hogy országom ellen háborút indíts és barát helyett mint ellenség állj velem, szembe?” Kroiszosz erre így feleli: „Királyom, ezt én a te jó sorsod és az én rossz sorsom előidézésére tettem, az oka pedig a görögök istene volt, aki háborúra bátorított. Mert senki sem oly esztelen, hogy a háborút válassza béke helyett; ebben ugyanis a gyermekek temetik el az apákat, abban az apák a gyermekeket. De bizonyára az isteneknek tetszett úgy, hogy ez bekövetkezzék.”
Ez volt válasza. Kürosz meg feloldotta béklyóit, magához közel ültette, nagy figyelemmel bánt vele, s csodálattal bámulta ő maga is, de egész környezete éppúgy. Kroiszosz gondolataiba merülve hallgatott. Később megfordult, s látva, hogy a perzsák a lüdök városát pusztítják, ezt kérdezte: „Királyom, vajon megmondhatom neked, amit most gondolok, vagy a mostani helyzetemben hallgatnom kell?” Kürosz fölszólította, hogy csak mondja ki bátran, amit akar. Ő megkérdezte: „Mit művel ez a nagy sokaság ily nagy buzgalommal?” S Kürosz felelt: „A te városodat fosztogatja s kincseidet hordja szét.” Kroiszosz pedig így szólt: „Nem az én városomat s nem az én kincseimet fosztogatja; hiszen itt mától fogva semmi sem az enyém többé; hanem a tiédet viszik és hordják szét.”
Kürosz gondolkozni kezdett Kroiszosz szaván, elküldte a többieket, s megkérdezte Kroiszoszt, mi szerinte a teendő ilyen körülmények között. S az így felelt: „Mivel az istenek engem rabszolgádul adtak, kötelességemnek tartom, hogy közöljem veled, ha valamit számodra hasznosnak látok. A perzsák természettől fogva féktelenek, de vagyonuk nincs. Ha elnézed, hogy raboljanak és nagy kincseket tartsanak birtokukban, akkor a következőt várhatod: aki közülük a legtöbbre tesz szert, előbb-utóbb föllázad ellened. Most hát, ha tetszik neked, amit mondok, ezt tedd: lándzsásaid közül a város minden kapuja elé állíts őröket, s ezek azoktól, akik zsákmányukat kifelé viszik, vegyék el a kincseket, és mondják azt, hogy Zeusznak kell tizedet áldozni. Így aztán nem is válsz gyűlöletessé, mint akkor válnál, ha erővel vennéd el tőlük a kincseket, hanem be fogják látni, hogy igazságosan jársz el, és zsákmányukat önként átengedik.” Eszerint a legenda szerint Kroiszosz mint Kürosz tanácsadója élhette tovább az életét.

## Kürosz valószínűbb sorsa, s a háború következményei
Egy másik legenda szerint Kroiszosz Szardeiszben, fővárosában máglyára ült, hogy inkább megégesse magát, mintsem ellenfele kezébe jusson. Ám egy hirtelen jött zápor eloltotta a tüzet, így a király mégis fogságba került. Kürosz ismét kegyes volt, Kroiszoszt és országát is megkímélte. Ezután a lüd király felháborodottan kért a jósdától magyarázatot. „A jóslat helyes volt, valóban egy nagy birodalmat tettél tönkre, a tiédet” - válaszolta a jósda.”
Bár van olyan hagyomány is, amely szerint Kürosz egyszerűen megölette. De az is lehet, hogy a máglyán mégis halálát lelte.
Az események menete tényszerűen Ghirshman szerint a következő lehetett:
Lüdia meghódítása nem tervezett támadás volt, hanem válaszcsapás egy ellenséges támadásra. Kürosz hogy elvágja Kroiszoszt az utánpótlástól békés úton, elismertette fennhatóságát Kilikiával, és békeajánlatot tett Kroiszosznak hogy ismerje el a perzsa fennhatóságot, akkor megtarthatja a hatalmát. A lüd király ezt az ajánlatot elutasította. Erre Kürosz a majdani királyi úton haladva elindult Kappadókia felé. A Halüsz menti csaták nem hoztak döntő eredményt. A tél beálltával a lüd király visszavonult, abban bízott, hogy télen a perzsák nem harcolnak. Tévedett, Kürosz támadott, erre Kroiszosz bevetette a híres lovasságát. A perzsák a lovakkal szemben tevéket vonultattak fel és a lovak megvadultak a soha nem látott állatoktól. Így Lüdia perzsa kormányzóval az élen szatrapia lett.

## Érdekességek
Idősebb Miltiadész derekasan harcolt a lampszakosziak ellen, de legyőznie nem sikerült őket. Egy ízben még a fogságukba is esett, de Kroiszosz lüd király közbenjárására visszanyerte szabadságát. Kroiszosz kegyeibe fogadta az újdonsült kherszonészoszi türannoszt, s megfenyegette Lampszakosz előkelőit, hogy fenyőfa módjára fogja őket kiirtani, azaz írmagjuk sem marad, ha nem engedik szabadon Miltiadész nagybátyját.
Amikor Kroiszosz szövetséget akart kötni a milétosziakkal Thalész ebben megakadályozta őt, s minthogy a két király viszályában Kürosz lett a győztes, Thalész megmentette a várost.